# Borotín (district de Tábor)
Pour les articles homonymes, voir Borotín.
Borotín (en allemand : Borotin) est un bourg (městys) du district de Tábor, dans la région de Bohême-du-Sud, en Tchéquie. Sa population s'élevait à 718 habitants en 2020.

## Géographie
Borotín se trouve à 12 km au nord-ouest de Tábor, à 60 km au nord de České Budějovice et à 65 km au sud-sud-est de Prague.
La commune est limitée par Sedlec-Prčice et Střezimíř au nord, par Mezno et Sudoměřice u Tábora à l'est, par Chotoviny et Radkov au sud et par Jistebnice à l'ouest.

## Histoire
La commune a le statut de městys depuis le 10 octobre 2006.